# 1224
- Wikisource

| Calendário gregoriano                                                        | 1224 MCCXXIV                                         |
| Ab urbe condita                                                              | 1977                                                 |
| Calendário arménio                                                           | 673 – 674                                            |
| Calendário bahá'í                                                            | -620 – -619                                          |
| Calendário budista                                                           | 1768                                                 |
| Calendário chinês                                                            | 3920 – 3921 Início a 22 de janeiro (aproximadamente) |
| Calendário copta                                                             | 940 – 941                                            |
| Calendário etíope                                                            | 1216 – 1217                                          |
| Calendários hindus - Vikram Samvat - Calendário nacional indiano - Cáli Iuga | 1279 – 1280 1145 – 1146 4324 – 4325                  |
| Calendário Holoceno                                                          | 11224                                                |
| Calendário islâmico                                                          | 621 – 622                                            |
| Calendário judaico                                                           | 4984 – 4985                                          |
| Calendário persa                                                             | 602 – 603                                            |
| Calendário rúnico                                                            | 1474                                                 |
| Calendário solar tailandês                                                   | 1767                                                 |

1224 (MCCXXIV, na numeração romana) foi um ano bissexto do século XIII do Calendário Juliano, da Era de Cristo, e as suas letras dominicais foram  G e F (52 semanas), teve início a uma segunda-feira e terminou a uma terça-feira.

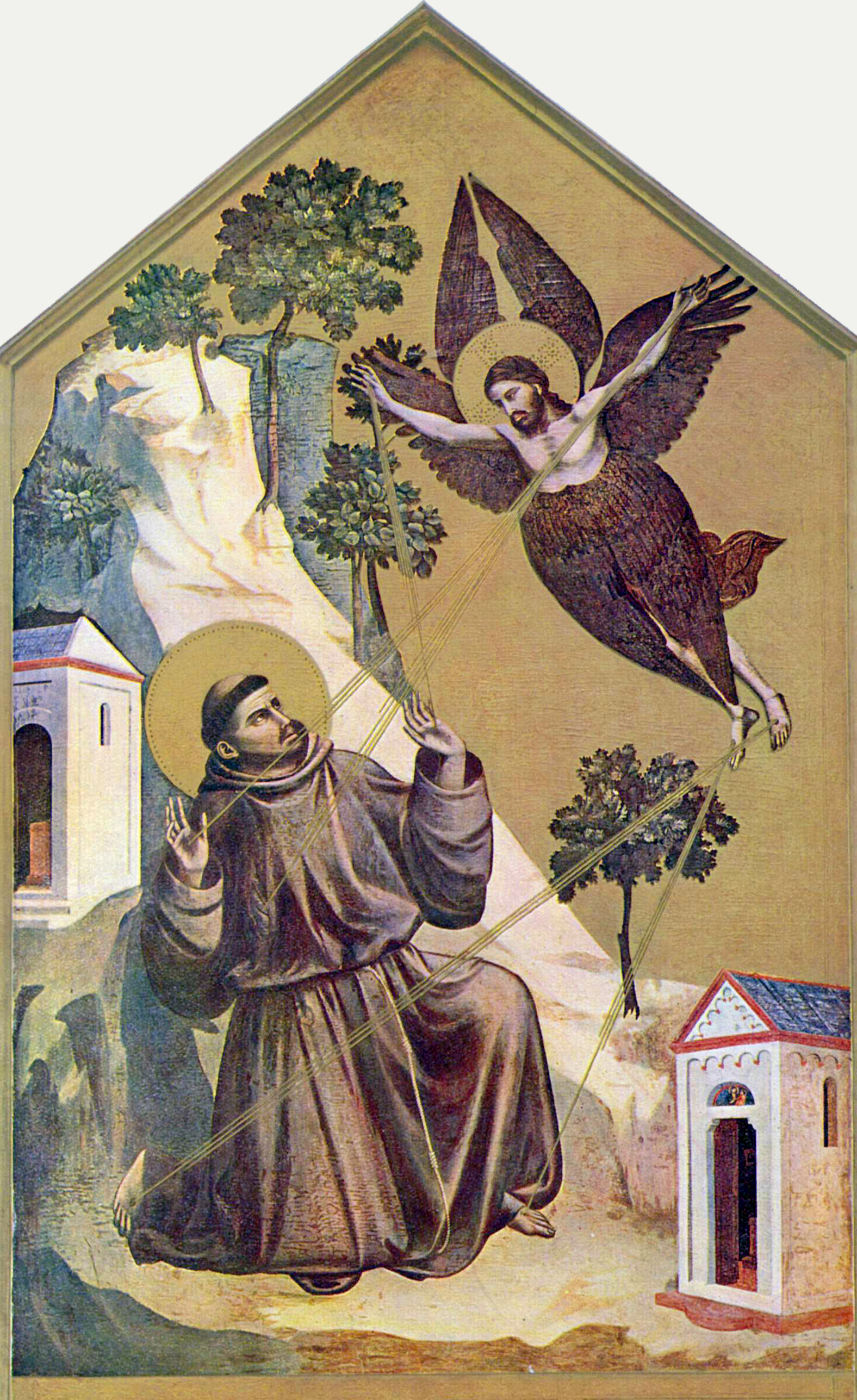
São Francisco de Assis recebe os estigmas. Pintura de Giotto, c. 1300. Museu do Louvre.

| Ano completo                            |
| --------------------------------------- |
| Ano bissexto com início à segunda-feira |

## Eventos
- 14 de setembro - São Francisco de Assis recebe os estigmas durante uma meditação sobre Cristo na Cruz.